# Dřevo

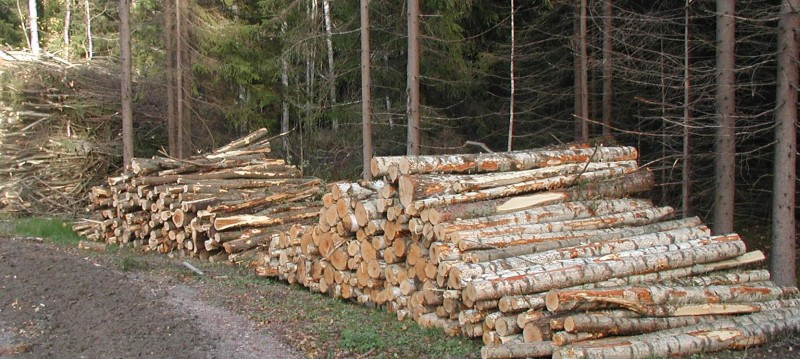
Dřevěné klády

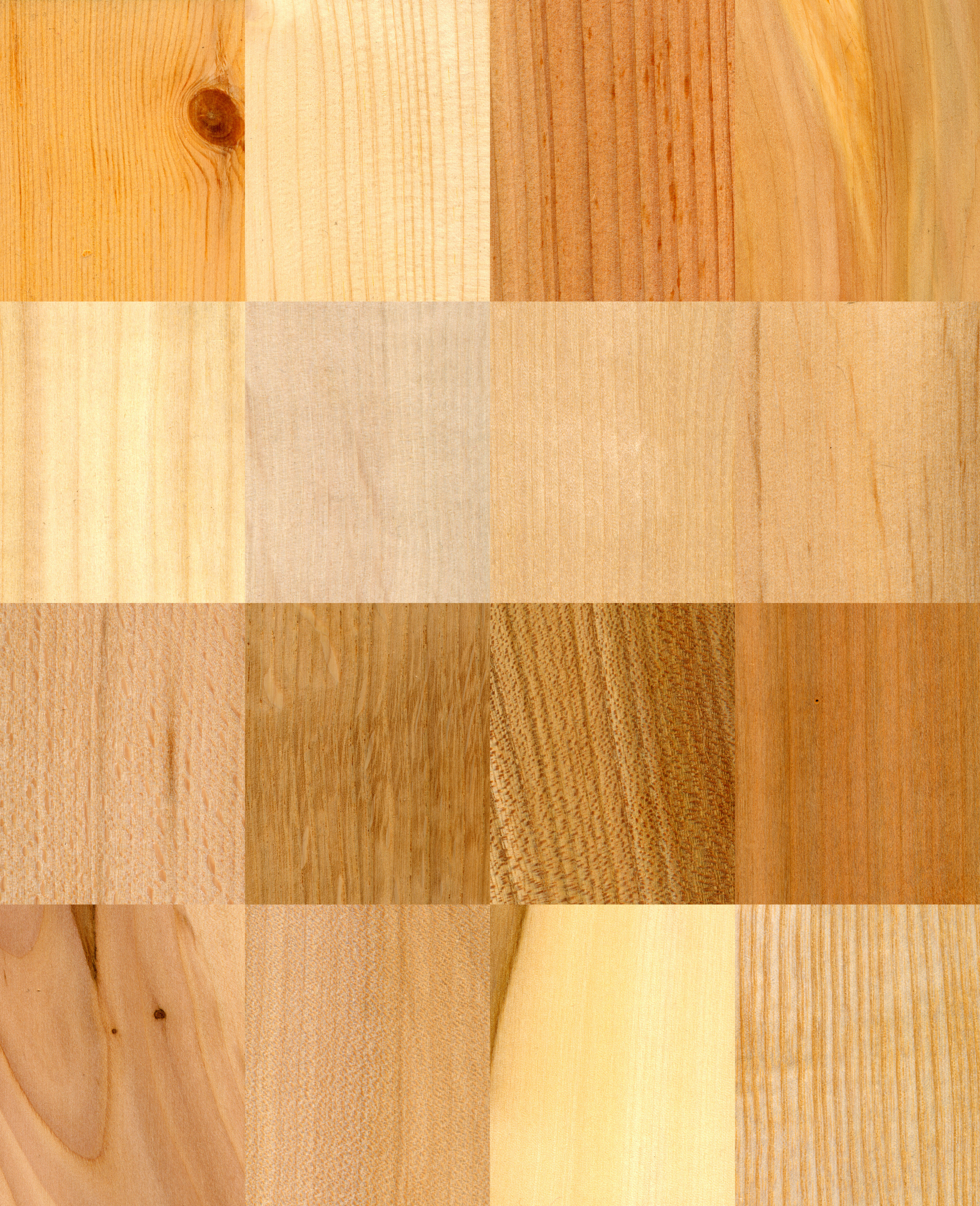
Vzhled různých dřev:
1. borovice, smrk, modřín, jalovec
2. topol, habr, bříza, olše
3. buk, dub, jilm, třešeň
4. broskev, javor, lípa, jasan

Dřevo je tvrdé a pórovité rostlinné pletivo (tkáň), jež tvoří kmeny, kořeny a větve stromů, keřů a dalších dřevin. Skládá se z celulózových vláken s vysokou pevností v tahu a ligninové výplně, která odolává tlaku. V živém stromu plní jednak funkci podpůrnou, která stromu dovoluje růst do velké výšky a stát o samotě, jednak výživovou a dopravní, která zprostředkuje pohyb vody a v ní rozpuštěných živin mezi kořeny a listy.
Jako dřevo se obvykle označuje i pevná tkáň bambusu nebo palem, i když botanicky patří do jiných skupin a i jejich stavba je odlišná.
Dřevo je po tisíciletí (patrně statisíce let) průvodcem člověka jako materiál staveb, pro výrobu nábytku, nástrojů, obalů apod., a od samého začátku jako dostupné palivo, obnovitelný zdroj energie. V moderní době slouží i k výrobě dalších stavebních materiálů (překližka, dřevotříska), papíru a lepenky. Ze dřeva se získávají různé pryskyřice a aromatické látky a z vyčištěné celulózy se vyrábějí některé umělé hmoty (celuloid, celofán)
V roce 2005 byly po celé planetě asi 434 miliardy kubických metrů živého dřeva, přičemž asi 47 % se komerčně využívalo, zejména jako obnovitelný zdroj energie. Kvalitnější dřevo se užívá zejména pro stavby a výrobu nábytku. V roce 1991 se vytěžilo asi 3,5 miliardy kubických metrů dřeva. Těžba dřeva už ve starověku způsobila odlesnění pobřeží Středozemního moře a zavinila první ekologickou katastrofu velkých rozměrů, způsobenou člověkem. Řada zemí si uvědomila zásadní význam lesů a stromů pro ovzduší planety a zavádí různá omezení, aby plocha lesů neklesala.

## Chemické složení dřeva
- celulóza (40–50 %)
- lignin (20–30 %)
- hemicelulózy (20–30 %)
- doprovodné složky
  - další organické látky (1–3 %, u tropických dřevin až 15 %): terpeny, tuky, vosky, pektiny, třísloviny (pouze u listnáčů), steroly, pryskyřice
  - anorganické látky (0,1–0,5 %, u tropických dřevin až 5 %) – po spálení tvoří popel
- voda (podle ročního období, stupně vyschnutí dřeva atd.) tvoří 10 až 60 % hmotnosti dřeva, pro průmyslové zpracování se dřevo suší na standardních 12 % vody.

Celulóza a hemicelulózy patří mezi polysacharidy a bývají souhrnně označovány jako holocelulóza.

## Stavba dřeva

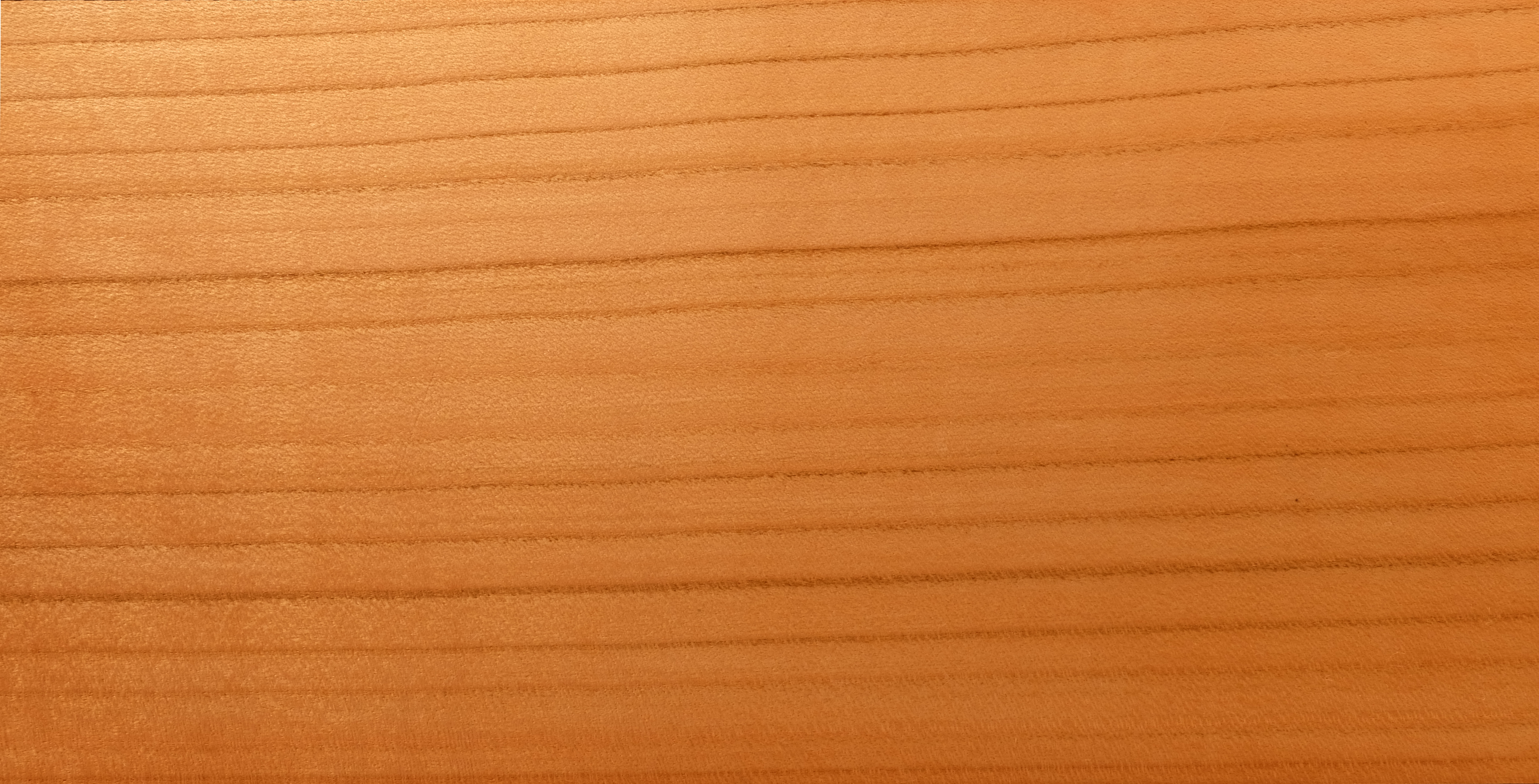
Struktura dřeva třešně

Stavba dřeva se rozlišuje dle měřítka zkoumání na:
- makroskopická stavba dřevního pletiva – vše, co lze pozorovat pouhým okem, případně pomocí zvětšovacího skla
- mikroskopická stavba dřeva – úroveň buněk (nutné použít mikroskop)
- submikroskopická stavba dřeva – odlišnosti v konkrétní stavbě buněčné stěny a jejich chemické složení.

Stavba dřeva je poměrně složitá, nápadným rysem dřeva bývají letokruhy. Dokud strom roste, přibývají nové buňky po celém povrchu kmene a silných větví více méně rovnoměrně. V prostředí, kde se střídají klimaticky výrazně odlišná roční období, roste dřevo rychleji na jaře a v létě, kdežto na podzim pomaleji. Proto je jarní dřevo často světlejší a lehčí a má tenčí buněčné stěny, kdežto podzimní vrstva je úzká, tmavší a těžší, buňky mají tlustší stěny a jen úzké dutiny. Střídáním jarního a podzimního dřeva vzniká více méně pravidelná struktura letokruhů. V roce s lepšími klimatickými podmínkami vyroste letokruh širší, při špatném klimatu užší. Mladý strom mívá letokruhy širší, kdežto jak dospívá a stárne, obvod kmene se zvětšuje a při stejné produkci dřevní hmoty budou letokruhy užší.

## Dělení dřeva

### Základní druhy dřeva
- dřevo jehličnatých dřevin – např. smrk, jedle, borovice, modřín, douglaska, jalovec, tis
- dřevo listnatých dřevin
  - s kruhovitě pórovitou stavbou – např. dub, jasan, akát, jilm, pajasan, morušovník, kaštanovník
  - s polokruhovitě pórovitou stavbou – např. ořešák, třešeň, švestka
  - s roztroušeně pórovitou stavbou dřeva – např. buk, platan, habr, olše, lípa, javor, bříza, topol, vrba, hrušeň

### Objemová hmotnost dřeva
Dřeva s vysokou hustotou bývají označována jako těžká, s nízkou jako lehká. Konkrétní hodnota nezáleží pouze na druhu dřeviny, ale i na vlhkosti, růstových podmínkách a místě odběru vzorku.
| dřevo (do 650 kg/m³) | ρ (kg/m³) | ρ (kg/m³) | ρ (kg/m³) | ρ (kg/m³) | ρ (kg/m³) |
| dřevo (do 650 kg/m³) | typické   | čerstvé   | suché     | dosušené  | rozpětí   |
| -------------------- | --------- | --------- | --------- | --------- | --------- |
| balsa                | 140       | –         | –         | –         | 120–200   |
| smrk                 | 455       | –         | –         | –         | 440–470   |
| topol                | 470       | –         | –         | –         | 440–500   |
| lípa                 | 480       | –         | –         | –         | 410–553   |
| borovice lesní       | 515       | 700       | 520       | 510       | 490–543   |
| jedle                | 515       | –         | –         | –         | 430–560   |
| olše                 | 525       | –         | –         | –         | 523–530   |
| douglaska            | 535       | 910       | 570       | 550       | 502–570   |
| jalovec obecný       | 550       | –         | –         | –         | -         |
| jilm habrolistý      | 560       | –         | –         | –         | -         |
| kaštanovník setý     | 563       | –         | –         | –         | -         |
| modřín               | 570       | –         | –         | –         | 550–590   |
| ořech                | 590       | –         | –         | -         | 500–680   |
| bříza                | 610       | 940       | 600       | 590       | 550–673   |
| třešeň ptačí         | 610       | –         | –         | –         | 603–610   |
| javor klen           | 630       | 980       | 660       | 530       | 610–660   |
| jasan                | 640       | 920       | 720       | 620       | 560–720   |

| dřevo (od 650 kg/m³) | ρ (kg/m³) | ρ (kg/m³) | ρ (kg/m³) | ρ (kg/m³) | ρ (kg/m³) |
| dřevo (od 650 kg/m³) | typické   | čerstvé   | suché     | dosušené  | rozpětí   |
| -------------------- | --------- | --------- | --------- | --------- | --------- |
| švestka              | 660       | –         | –         | -         | 560–760   |
| jabloň               | 670       | –         | –         | –         | -         |
| hrušeň               | 670       | –         | –         | –         | 600–740   |
| borovice černá       | 670       | 900       | 670       | 590       | -         |
| buk lesní            | 670       | 990       | 720       | 570       | 620–720   |
| dub letní            | 680       | 1000      | 760       | 660       | 600–760   |
| jilm vaz, horský     | 680       | –         | –         | –         | -         |
| ořech (vlašák)       | 685       | –         | –         | –         | 673–700   |
| mahagon              | 700       | –         | –         | –         | -         |
| jeřáb břek           | 742       | –         | –         | –         | -         |
| habr                 | 770       | 1080      | 820       | 720       | 720–820   |
| akát                 | 780       | –         | –         | –         | 761–800   |
| tis červený          | 800       | 970–1100  | 800       | –         | 640–940   |
| dub cer              | 850       | 1110      | 850       | 730       | -         |
| dřín                 | 850       | –         | –         | –         | -         |
| jeřáb muk            | 875       | 1020–1210 | 734–1020  | –         | -         |
| zimolez obecný       | 900       | –         | –         | –         | -         |
| zimostráz vždyzelený | 950       | –         | –         | –         | -         |
| eben cejlonský       | 1000      | –         | –         | –         | -         |
| guajak posvátný      | 1360      | –         | –         | –         | 1280–1370 |

Typická hodnota je orientační údaj pro suché dřevo. Čerstvým dřevem (neboli syrovým) je míněn stav po poražení živého stromu, bez sušení. Suché dřevo je přirozeně na vzduchu vyschlé, bez umělého dosušování (obvykle bývá udáváno 12 nebo 15% vlhkosti). Pokud se jednotlivé botanické druhy dřevin v rámci rodu výrazně liší, je uveden i příslušný botanický druh. Pokud se údaje jednotlivých zdrojů výrazněji liší, je celkové rozpětí vyznačeno v poslední kolonce.

### Tvrdost dřeva
- hlavní článek: Tvrdost dřeva

Dřevo je a bylo pro lidi velmi důležitým materiálem. Každý druh dřeva má svoje zvláštní vlastnosti, což ovlivňuje možnosti jeho využití. Měkké dřevo je takové, které se snáze opracovává, pochází většinou z jehličnatých stromů, z listnatých například lipové, topolové, vrbové a další, zatímco tvrdé dřevo se získává hlavně z listnatých stromů (z jehličnatých stromů považujeme za tvrdé dřevo borovice, douglasky, tisu...). Krom několika výjimek měkká dřeva podléhají hnilobě snáze než tvrdá. Tento jev však lze omezit pomocí vhodného ošetření dřeva.
| skupina       | MPa | příklady                           |
| ------------- | --- | ---------------------------------- |
| měkká         | <40 | smrk, jedle, borovice, topol, lípa |
| středně tvrdá | ≥40 | jasan, jilmy, duby, ořech          |
| tvrdá         | ≥80 | habr, akát, tis                    |

### Další fyzikální vlastnosti
Při zpracování dřeva ve výrobě i na stavbách hraje velkou roli nasákavost dřeva, schopnost přijímat a udržet vodu, která je u různých dřev jiná. Obecně platí, že vodou nasáklé dřevo nabobtná, kdežto při vysychání se jeho objem zmenšuje. Protože změna rozměru je ve směru tangenciálního řezu větší než v radiálním směru, vznikají při rychlém sušení dřeva radiální praskliny.
Dřeva se výrazně liší i ve své odolnosti vůči hnilobě, houbám a dalším škůdcům. Některá dřeva (například dub) vydrží ve vodě stovky let, kdežto jiná rychle hnijí. Pro venkovní stavební aplikace a zejména vodní stavby se dřevo běžně impregnuje: historicky například opalováním nad ohněm, v současnosti napouštěním impregnačními roztoky.
Izolační schopnost dřeva je většinou nepřímo úměrná k jeho specifické hmotnosti: čím lehčí dřevo, tím lépe izoluje (při stejné tloušťce stěny).

## Využití dřeva

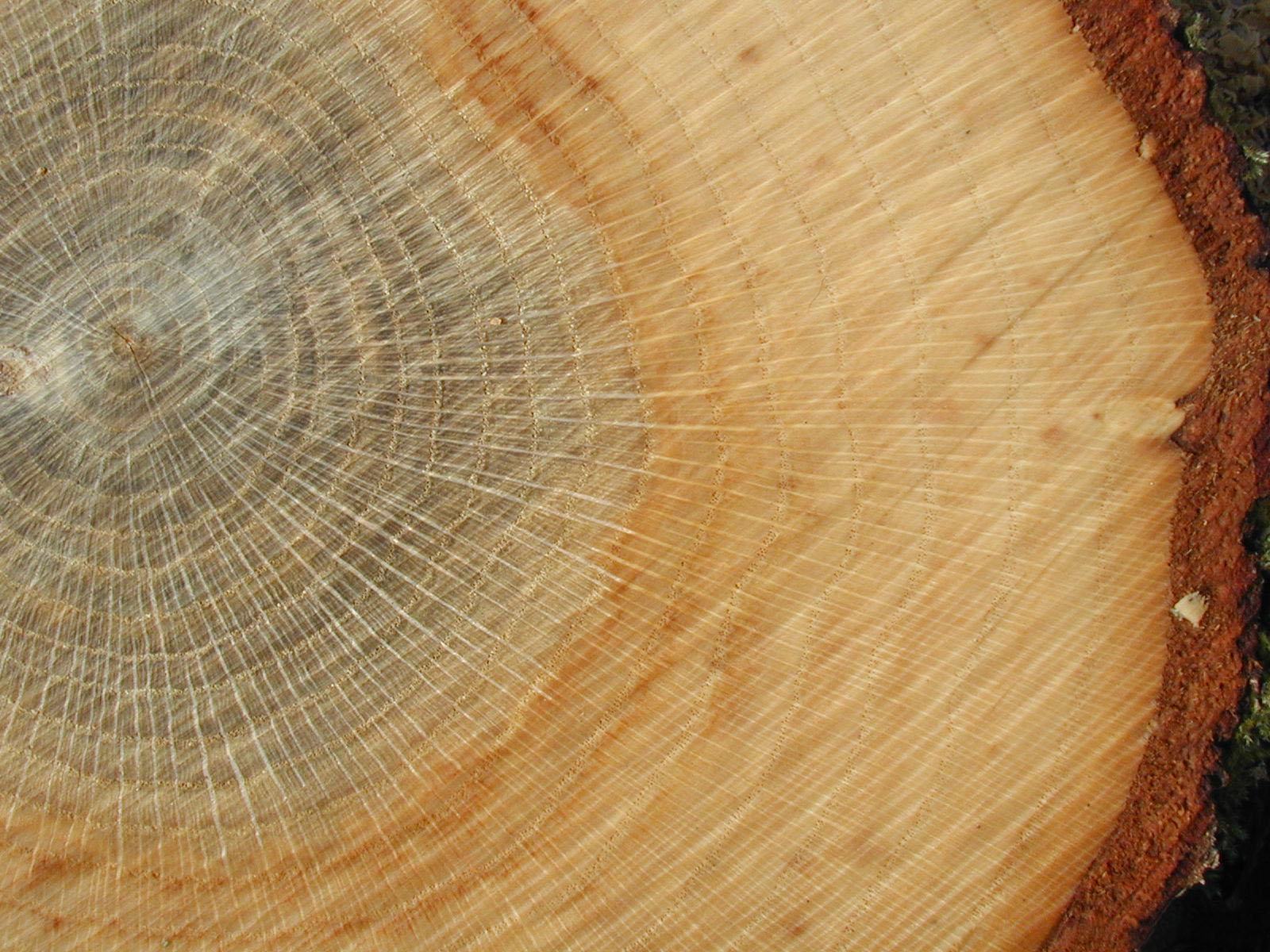
Letokruhy na příčném řezu kmenem tohoto dubu letního ukazují na stáří 21 let. Světlé radiální proužky jsou dřeňové paprsky.

- Dřevo jako palivo se využívalo na pečení, vaření i vytápění od nejstarších dob a lidé je sbírali, kde rostlo. Drobné větve se svazovaly do otýpek pro snazší přenášení. Když poptávka po dřevu rostla, začalo se plošně těžit a pěstovat, tj. cíleně vysazovat. Protože největší poptávka byla po rovném a dobře zpracovatelném smrkovém dřevu, vznikly ve Střední a Severní Evropě smrkové monokultury. Jako palivo se využívalo nejméně hodnotné dřevo tenkých a sukovatých stromů, větví a křoví, později také odpad ze zpracování na řezivo („krajinky“, větve, pařezy). Výhřevnost dřeva je v průměru zhruba 50% výhřevnosti měrného paliva a asi třetina výhřevnosti topného oleje. Tam, kde byly třeba vyšší teploty (tavení kovů, výroba keramiky a skla), užívalo se dřevěné uhlí, výsledek suché destilace dřeva v milířích.
- Poněkud větší nároky na dřevo klade průmyslová výroba papíru a celulózy. Nejčastěji smrkové dřevo se odvětví a odkoruje a nařeže na zhruba metrová polena. Využít lze i tenčí a sukovaté kmeny.
- Také jako stavební materiál se dřevo užívá po tisíciletí, zejména v mírném a subpolárním pásmu. Nejstarší dřevěné stavby se stavěly z kůlů (zemnice, kolové stavby) a dlouhých klád, teprve později z opracovaných trámů a prken (řeziva).
- Řezivo je dřevo opracované do přibližně kvádrových tvarů na silnější trámy, plochá prkna, úzké lišty atd. Tak se zpracovává jak dřevo stavební, obvykle měkké, hrubší a dlouhé, tak i dřevo nábytkářské s ještě vyššími nároky na kvalitu. Nejlepší výtěžnost mají kmeny silné, rovné a bez suků.
- Výroba dřevěných nástrojů klade velmi rozmanité nároky, například na výrobu jednoduchých zemědělských nástrojů (hrábě, násady) a na druhé straně hudebních nástrojů a uměleckých děl, která vyžadují velmi kvalitní dřevo.
- Nábytek se běžně vyrábí až v historické době a ve venkovských domácnostech byl dlouho velmi prostý: lavice, stoly, truhly, postele atd. Zato už z egyptských hrobek a vykopávek známe mistrovská nábytkářská díla ze vzácných dřev a dokonale zpracované. Moderní domácnosti potřebují hodně nábytku, kam se ukládá různý majetek, a průmyslová výroba nábytku od 20. století hojně využívá průmyslově vyráběné polotovary (překližka, dřevotříska, sololit atd.). Naproti tomu luxusní nábytek zámecký i měšťanský se vyrábí z kvalitního „masivu“ krásných dřev, často ještě dýhovaného nebo vykládaného. Teprve ve 20. století vznikla móda „rustikálního“ nábytku z měkkých dřev (borovice, modřín) s výraznými letokruhy a suky.
- Zvláštním odvětvím byla až do 20. století stavba dřevěných lodí a loděk z ohýbaných prken, podobně jako výroba saní, kočárů a dalších dopravních prostředků.
- Dřevo je také surovinou pro získávání chemických látek jako jsou pryskyřice, přírodní kaučuk, tříslová kůra apod.

### Stavby na bázi dřeva
- Roubená stavba je tvořena z klád, na dvou nebo na všech čtyřech bočních plochách opracovaných a v rohu stavení do sebe zapuštěných. Mezery mezi kládami se utěsňovaly mechem, maltou nebo umělými tmely..
- Hrázděné zdivo je kombinace tesařské konstrukce z trámů a výplní z hlíny nebo cihelného zdiva. Vyznačuje se lehkostí a soudržností, i když se podloží pohybuje.
- Hrázděná stavba je tvořena hrázděným zdivem na kamenném nebo betonovém základě.
- Lepená dřevěná konstrukce je moderní způsob stavby z řeziva (trámů, prken, dřevodesek).

Kromě toho se dřevo u různých staveb užívá jako materiál krovů, u starších obytných staveb také stropů a podlah.

## Charakter dřeva podle druhu

### Tvrdá dřeva
Listnaté stromy

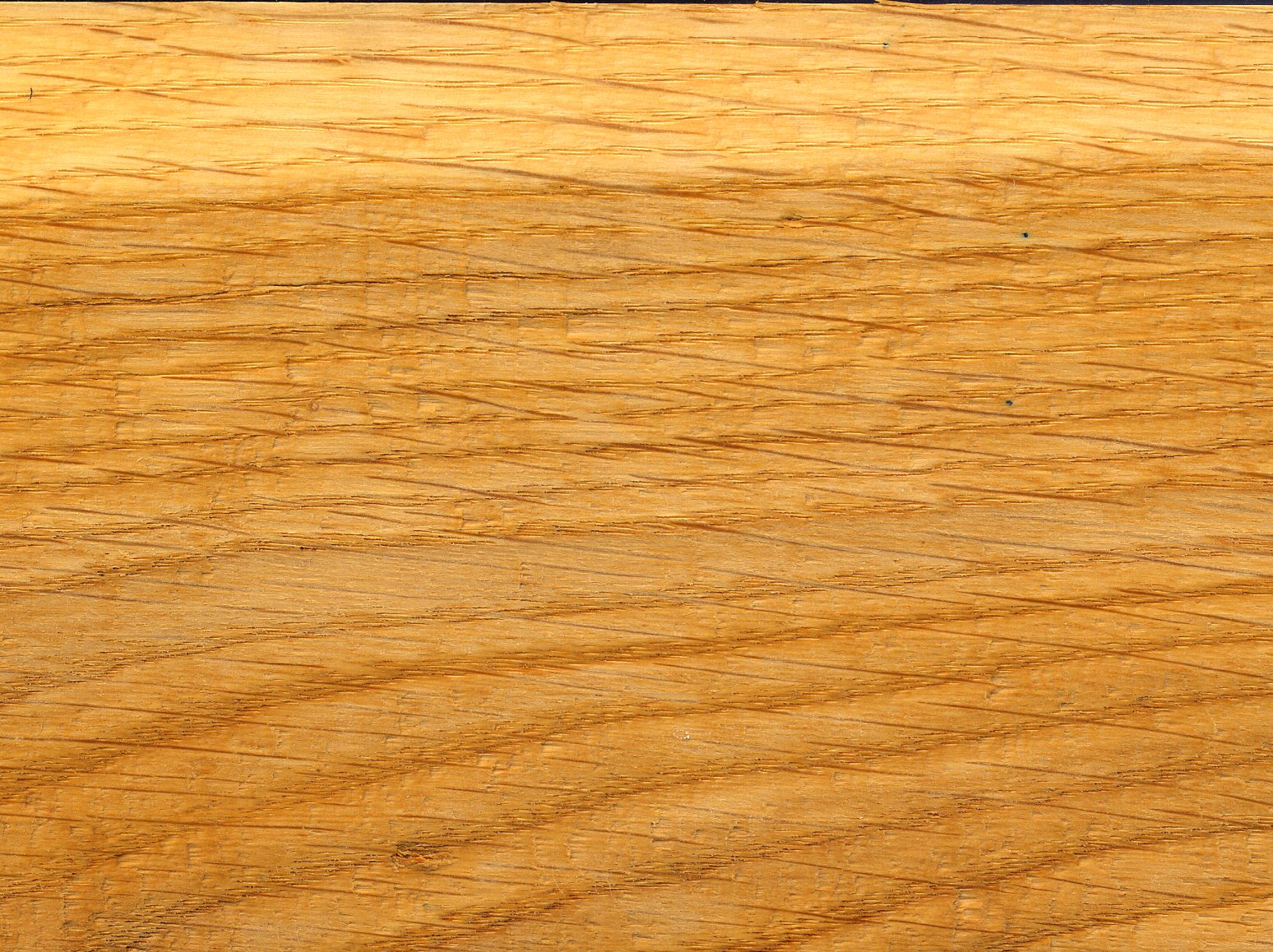
Dub letní

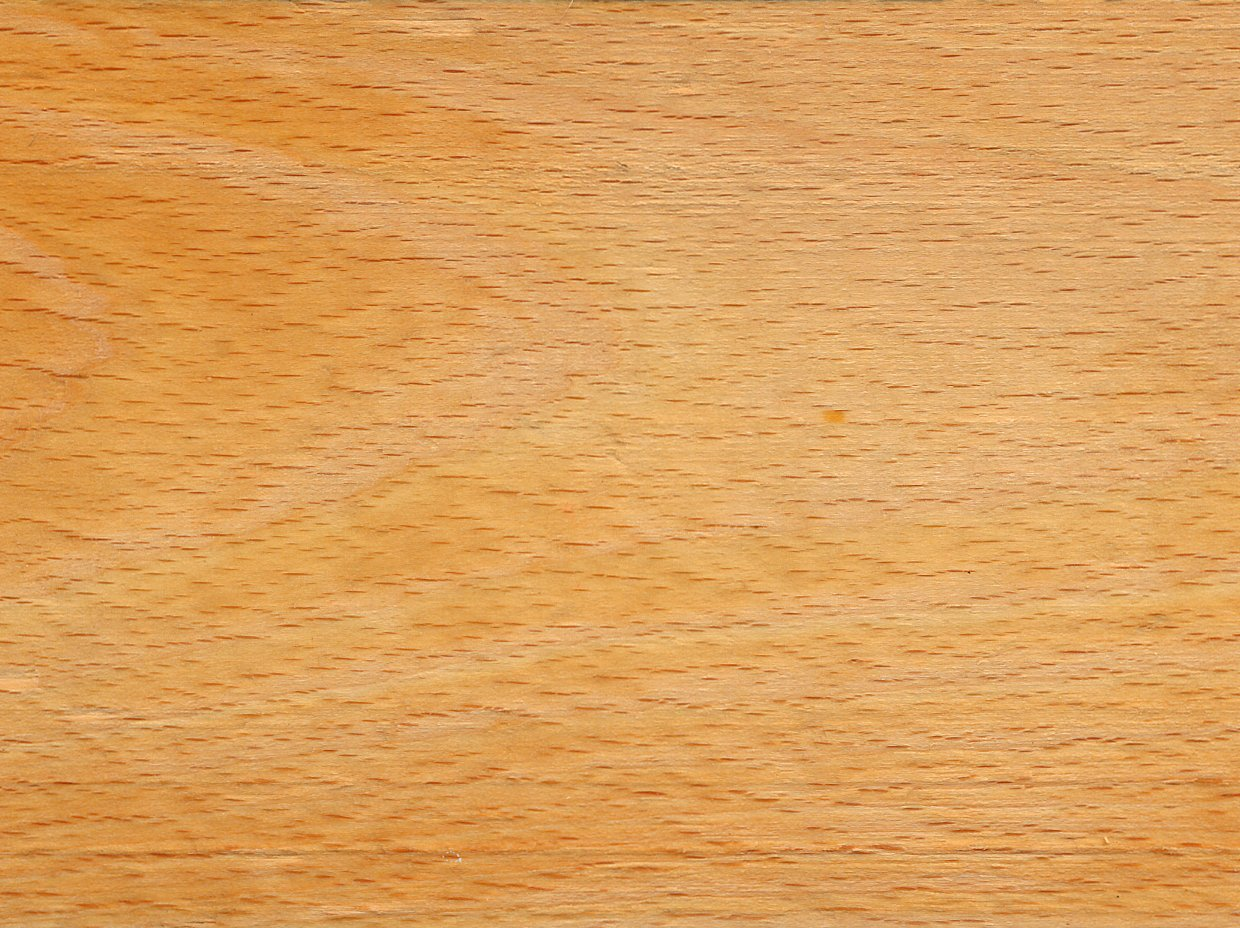
Buk lesní

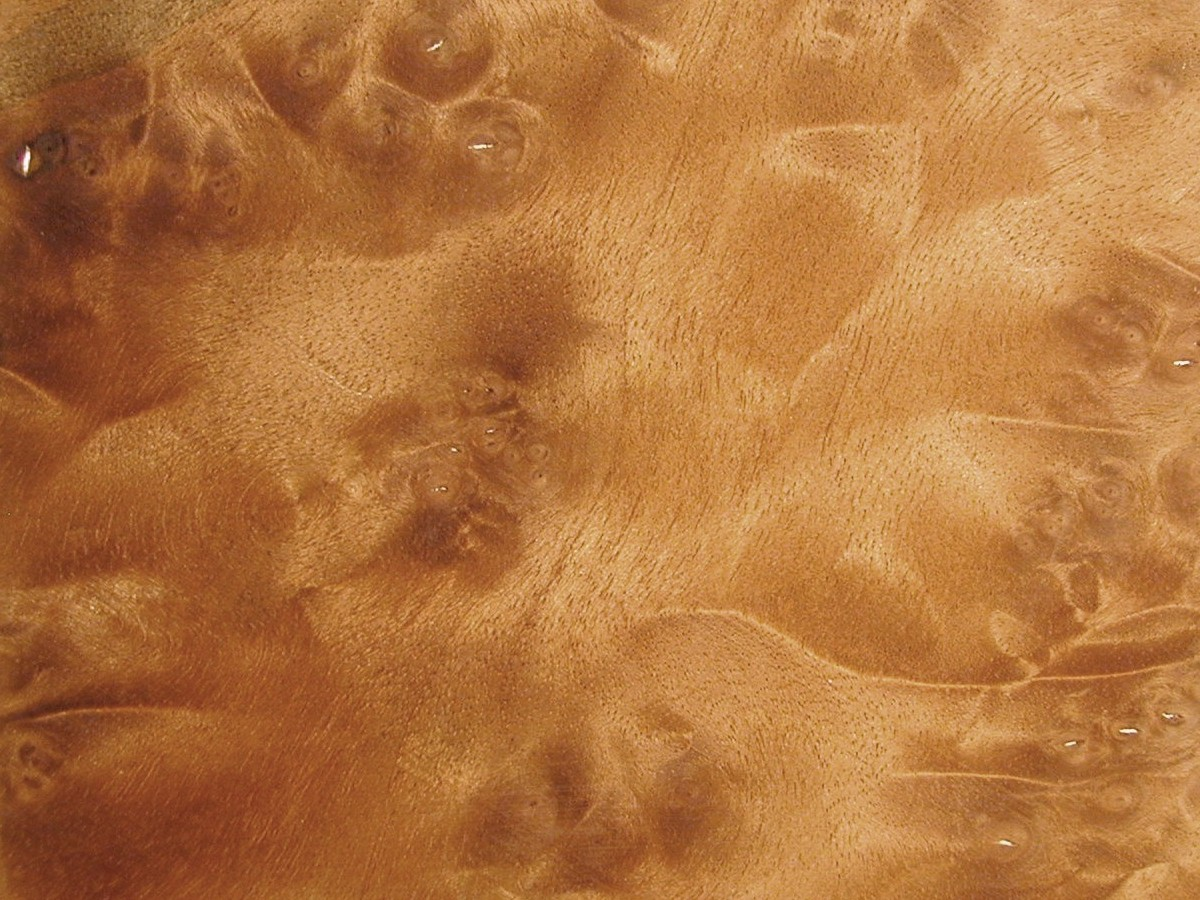
Ořech

- habr – z našich původních listnatých dřevin je nejtvrdší, v suchu velmi stálý, ale nesnáší vlhkost a ve venkovních podmínkách oproti jiným tvrdým dřevům extrémně rychle degraduje; používá se k výrobě násad, nástrojů, hudebních nástrojů[10], dříve na vačkové hřídele, palečná a ozubená kola ve mlýnech[11], habrové dřevo je vynikající palivo s výhřevností o 40 % vyšší než smrk, ale vzhledem k ostatním kvalitám a bezkonkurenčním vlastnostem je jeho pálení neekonomické
- babyka – jedno z našich nejtvrdších dřev, velmi vhodné k soustružení, ale málo dostupné (babyky v Česku nejsou z důvodu preference vápenitého podloží příliš rozšířené a zároveň patří i k menším stromům, takže dávají méně dřevní hmoty)
- dub letní – tvrdé, snáší sucho i vodu, z původních dřevin nejlépe snáší změny vlhkosti, při dlouhodobém potopení pod vodou zkamení[12], odolné vůči škůdcům, výroba konstrukcí, sudů (především na víno)[10], pražců, dříve nábytek, kola[13] a z kůry se získávalo tříslo pro koželužství[11]
- buk lesní – tvrdé dřevo, oproti dubu ale špatně snáší vlhkost a střídání vlhka se suchem, takže nevyniká trvanlivostí; je pevné, méně pružné, dobře se obrábí, používá se k výrobě dýh, překližek, dříve na ohýbané židle thonetky, velmi vhodné k topení, výrobě dřevěného uhlí[10]; chuťově neutrální, používané v potravinářství (dřívka k nanukům, vařečky apod.)[14], buk je možné použít k uzení, společně s habrem patří k našim nejvýhřevnějším dřevům
- jilm – tvrdé těžké trvanlivé dřevo, pevné, neštípe se a dobře se ohýbá; dnes není příliš používané kvůli špatné dostupnosti (jilmové porosty byly zničeny tzv. grafiózou), dříve bylo používané podobně jako dubové dřevo, hlavně k výrobě nábytku (především ohýbaného[11]) a dýh[14]
- trnovník akát – tvrdé houževnaté dřevo často s výraznou kresbou, používá se k výrobě násad, topůrek; důležitá je správná příprava před zpracováním – dřevo má tendenci při rychlejším sušení praskat[10], v současnosti je lépe dostupný než dříve, neboť je jako invazivní dřevina velkoplošně kácen
- jasan – z našich dřev je nejpružnější, zároveň tvrdé a houževnaté; v nábytkářství hlavně obklady a dýhy (především pro barvu a kresbu) vhodné pro výrobu násad, topůrek, madel, tělocvičného nářadí[10], hokejek, baseballových pálek[15], hudebních nástrojů[13], dříve používané na lyže a saně
- javor – jedno z našich nejsvětlejších dřev, relativně tvrdé, vhodné k obrábění, soustružení, řezbářství; používá se k výrobě hudebních nástrojů[10] (strunných i na části klavírů) a parket[15]
- platan – pevné středně tvrdé a těžké dřevo, pro exteriéry ale málo trvanlivé, používá se v nábytkářství, k výrobě papíru[14], podlah, hraček[15] a výroby dýh ze světlé běli, která má uplatnění v intarzii[11]
- kaštanovník (jedlý kaštan) – husté kvalitní dřevo používané na výrobu trámů a sudů, výhřevné, vhodné k uzení
- ořech (ořešák královský, „vlašák“) – tvrdé dřevo s typickou kresbou, poměrně ceněné, používané na obklady a dýhy, dobře se opracovává[10]
- ořešák (ořešák černý) – podobné vlastnosti jako ořech, kvůli esteticky působivé kontrastní kresbě dosahuje na světových trzích vysokých cen, používá se k výrobě dýh[11]

Ovocné listnáče

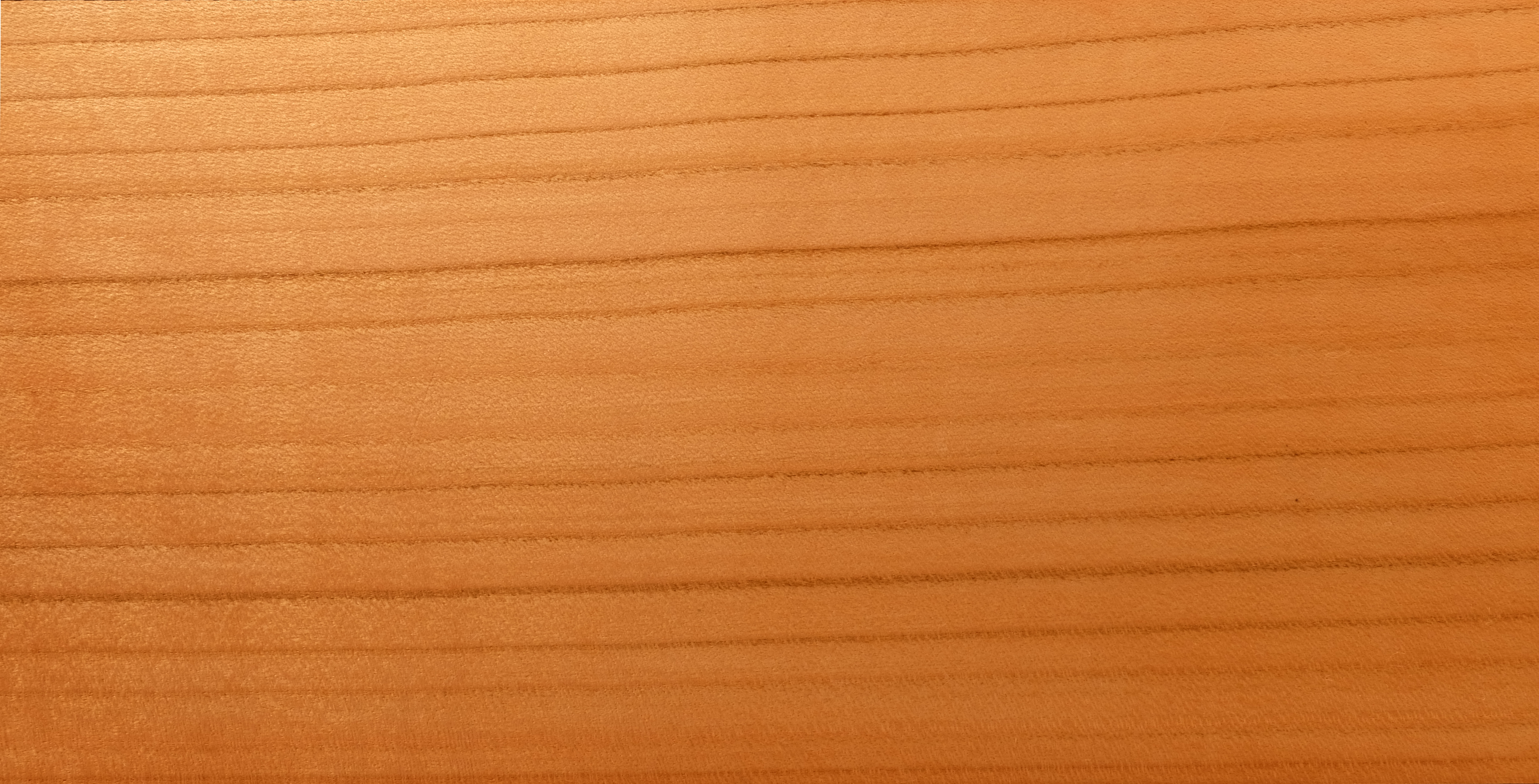
Třešeň

- hrušeň – tvrdé houževnaté dřevo, je pevné, nebortí se, velmi vhodné k soustružení, dřevořezbám, hudební nástroje, používalo se k výrobě dřevěných závitů (svěráky, lisy), geometrických pomůcek[10] a v xylografii[13], hrušeň lze použít i k uzení, ale vzhledem ke kvalitě dřeva a široké využitelnosti je to neekonomické
- jabloň – vzhledově podobné třešni a hrušni, tvrdé dřevo, ale dobře se zpracovává, vhodné k soustružení, používá se k výrobě golfových holí, ale i k uzení a pálení v krbech
- třešeň – tvrdé, pevné, houževnaté dřevo, které je ale podobně jako švestka náročnější na sušení; používá se k výrobě dekorativních předmětů, v uměleckém truhlářství, vhodné i k soustružení[10], oproti višni je méně vhodná k uzení kvůli vyššímu obsahu pryskyřice
- višeň – podobné vlastnosti jako švestka a třešeň, velmi vhodné k uzení[10]
- švestka – velmi tvrdé dřevo, které se však obtížně připravuje ke zpracování, protože má tendenci praskat a kroutit se; používané k restaurátorským pracím, výrobě dekoračních předmětů, vhodné k soustružení, ale i uzení[10]
- meruňka – není příliš vhodná k opracování, protože se bortí a praská, dřevo je použitelné k uzení, ale jen s výhradami, neboť obsahuje vyšší podíl pryskyřice, vhodné je jako palivo
- broskvoň – podobný charakter jako meruňka, včetně použitelnosti k uzení

Dřeva z ovocných stromů-peckovin (švestka, třešeň, višeň, meruňka, broskev atp.) jsou z důvodu obsahu kyanogenů nevhodná pro podávání domácím hlodavcům a zajícovcům (jsou pro ně toxická). Další dřeviny, které se nedoporučují ke skrmení a broušení zubů, jsou uvedeny na specializovaných serverech.
Listnaté keře

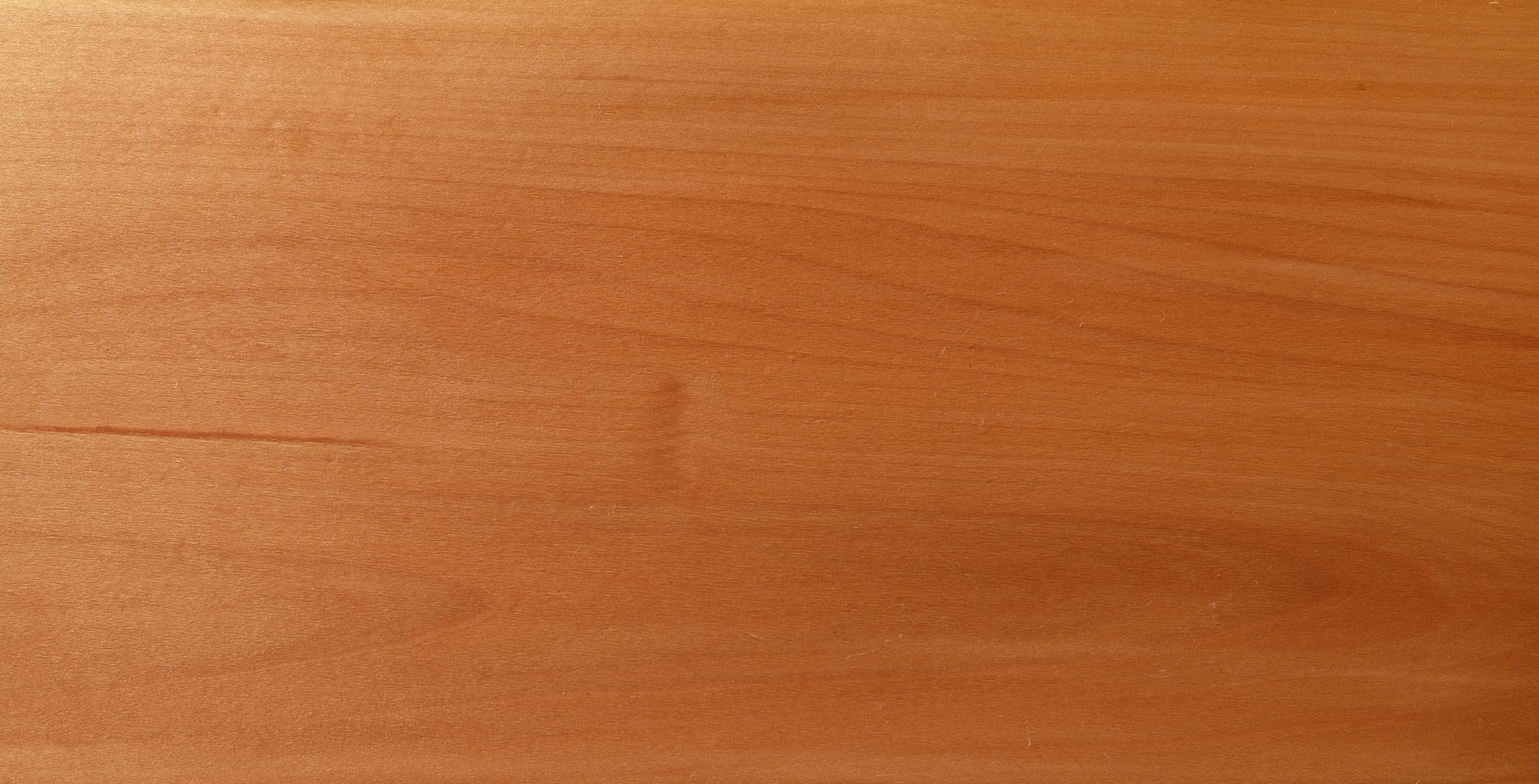
Jeřáb

- zimolez obecný – velmi tvrdé dřevo, které patří k nejhouževnatějším, nejhustším a nejtěžším (900 kg/m³) domácím dřevinám; průmyslové využití dnes neexistuje, protože zimolezového dřeva je nedostatek (keř, tenké kmínky, pomalu roste), dříve se z něj vyráběly dřevěné hřeby, brda ke tkalcovským stavům, troubele k dýmkám, používal se i k drobnému soustružení[5]
- zimostráz – velmi těžké, tvrdé a homogenní dřevo, používané pro účely xylografie[13], vykládání, intarzie, flétny, rukojeti pravítka, sošky[15]
- jeřáb – těžké tvrdé dřevo, využívá se k výrobě fléten, dříve podobně jako zimolez: dřevěné hřeby, tkalcovské člunky, šrouby, válce mandlů, řeznické špalky[14]

Jehličnany

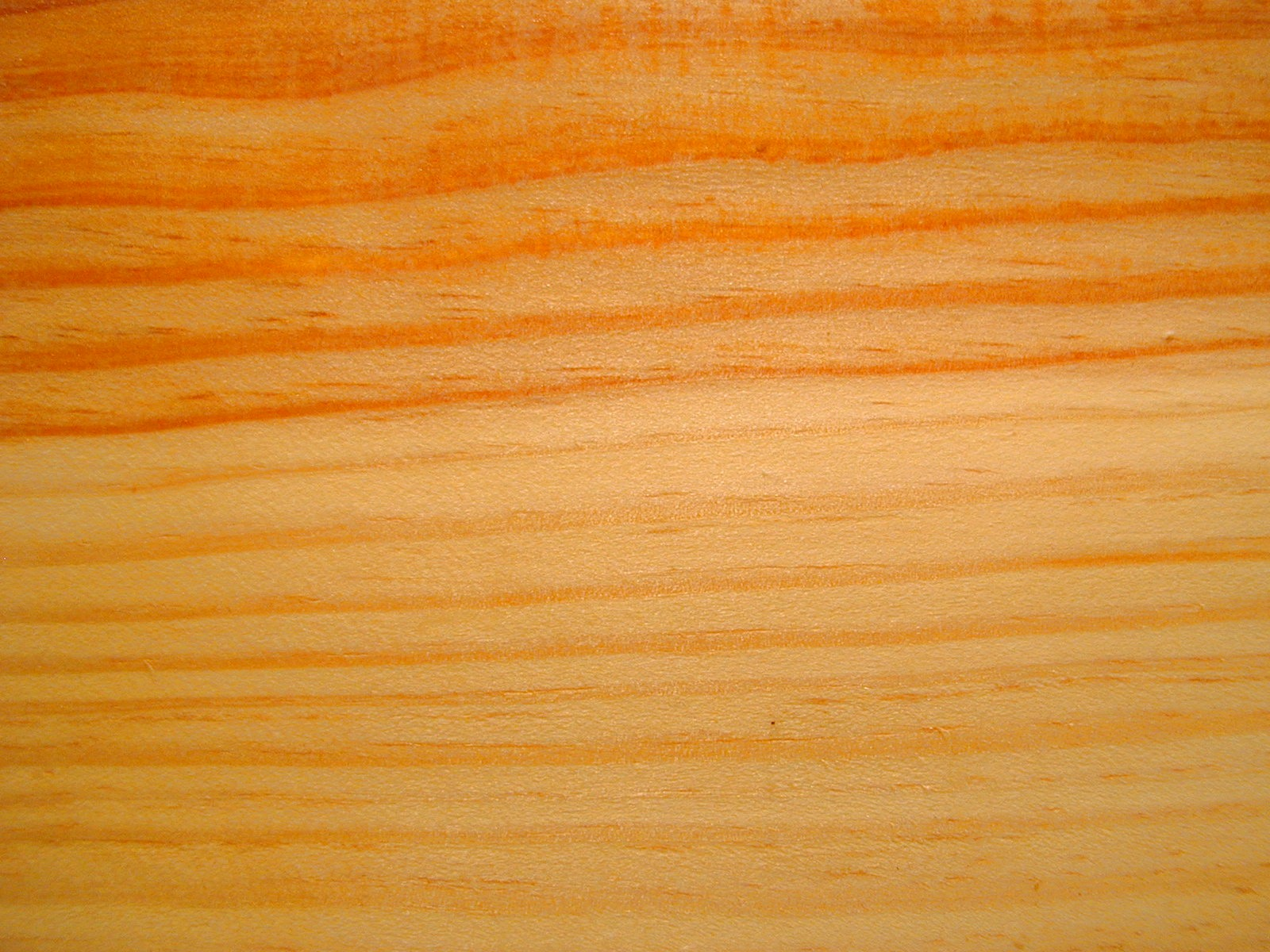
Borovice lesní

- tis červený – nejhustší dřevo ze všech našich stromů, zároveň náš nejtvrdší jehličnan, ale již prakticky nedostupný, dřevo bylo v minulosti vysoce ceněné jako materiál ideální k výrobě luků (z toho důvodu a kvůli otravám dobytka byly vzrostlé tisy téměř vyhubeny), příležitostně se tisové dřevo používalo k výrobě pravítek, nebo luxusního nábytku[18]; obsah jedu zvyšuje odolnost proti škůdcům
- modřín – náš nejtvrdší běžně dostupný jehličnan, používá se na výrobu šindelů, schodišť, zábradlí, obkladů a na nábytek[10], celkově má podobné využití jako borovice, ale snáze se obrábí; dříve používán k výrobě vodovodních potrubí[14]
- borovice – patří k našim tvrdším jehličnanům, přesto je dřevo relativně měkké, ale odolné; oblíbené v nábytkářství pro svůj odstín a kresbu letokruhů (rustikální nábytek využívá i četné suky). Protože je odolnější vůči vodě, používá se na okna, dveře, trámy, pražce[13]; obrábění komplikuje vysoký obsah pryskyřice
- jalovec – uzení[14] (především v závěru procesu pro aroma)

### Měkká dřeva
Listnaté stromy

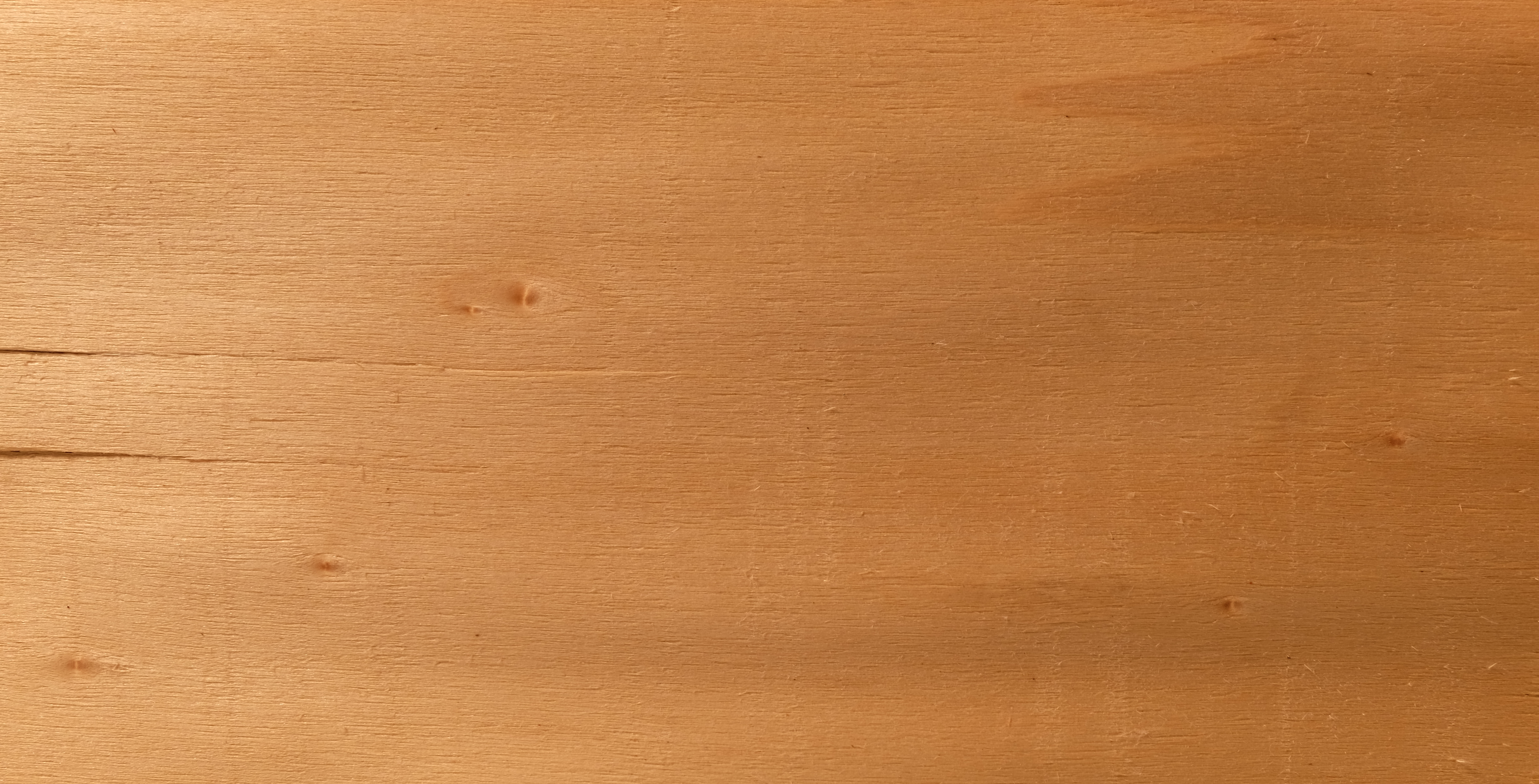
Topol

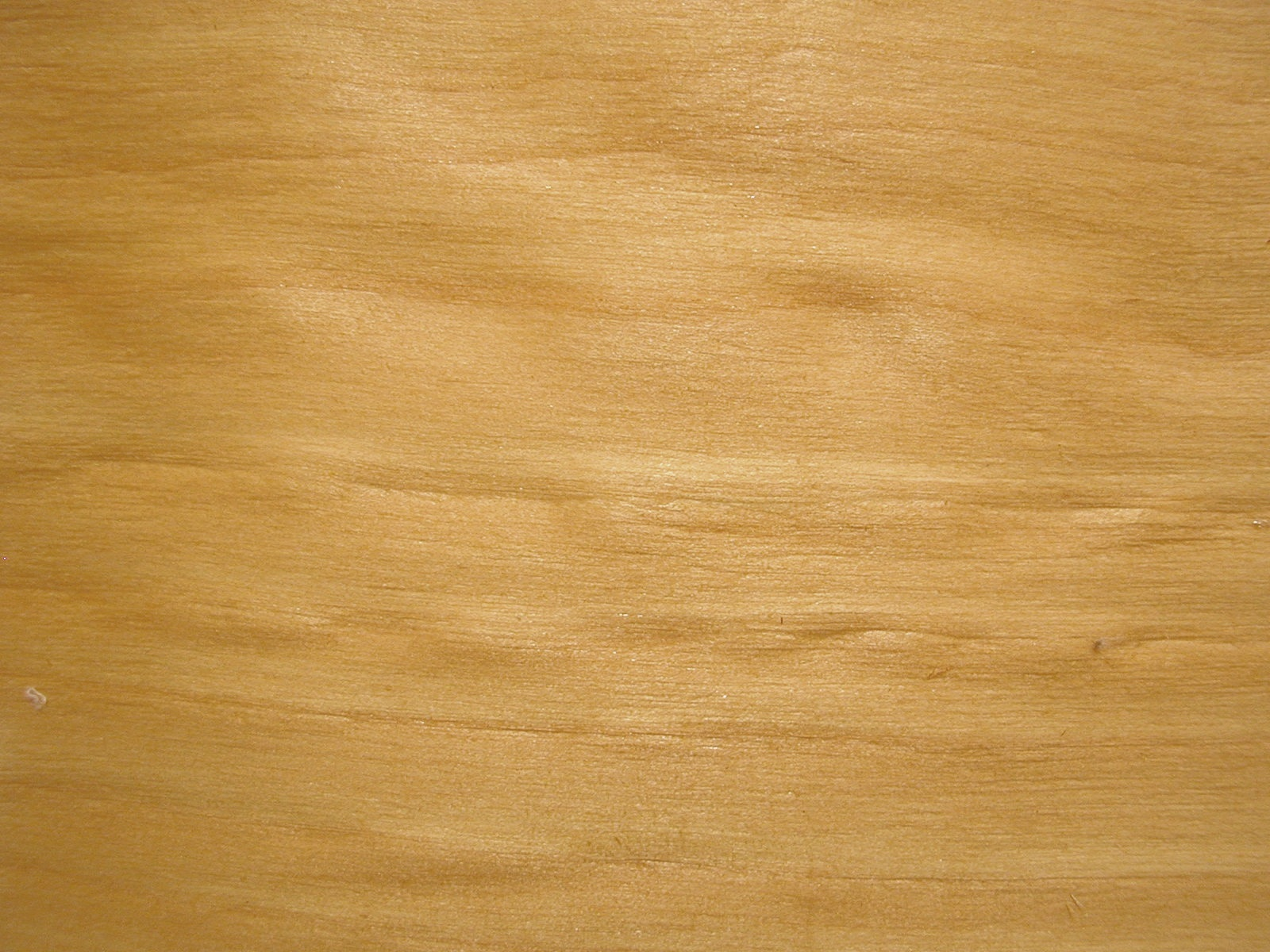
Bříza bělokorá

- topol – měkké řídké dřevo (topol velmi rychle roste), porézní, čerstvé obsahuje mnoho vody, suché dobře saje, ale má malou výhřevnost, využití není široké, dnes při výrobě dýhy, překližek, zápalek, celulózy, dříve k výrobě dlabaných okřínů a dřeváků[14]
- osika – měkké dřevo, po vyschnutí lehké, v obráběcích strojích se netřepí, takže se využívá k výrobě zápalek, tenké proužky pak v košíkářství[11]
- lípa – měkké, ale poměrně pevné dřevo oblíbené v řezbářství, náchylné k napadení červotočem[10], dříve se lipové dřevo hojně používalo v modelářství a trvanlivé lýko k výrobě pletiv (dnes ho nahradil plast)[11]
- olše – vlastnostmi a využitím se blíží lípě, je typické výraznější barvou, dříve se používalo k výrobě nádobí (mísy, necky, okříny)[10], trvanlivé pod vodou, po delší době pod vodou zčerná a zkamení[19], olši je možné použít k uzení
- bříza – dřevo s nízkou odolností proti vlhkosti a změnám počasí, snadno se ale suší i ve větších průměrech, takže je používané pro soustružení uměleckých a domácích předmětů (kořenky, ozdobné vázy apod.), dříve výroba košťat (větvičky), velmi vhodné je k topení, hoří i syrové[10]
- vrba – měkké dřevo, které nemá valného využití, dříve se používalo tam, kde nebyly vysoké nároky na pevnost a tvrdost (dlabané nádoby, násady lehčího nářadí apod.), tradičně se vrbové pruty používají k pletení pomlázek, dříve hlavně k výrobě košíků a košťat čarodějnic[14]
- líska obecná – měkké pružné dřevo, dnes bez průmyslového využití, dříve se používaly především pařezové výmladky (pruty) jako pletiva k výplni příhrad, k pletení plotů, v košíkářství, ke krytí selských stavení, polních stodol[11] a k trestání dětí
- kaštan – dřevo charakterem podobné dubu, ale měkčí, vhodné k soustružení, používá se ke konstrukcím schodišť, výrobě sudů na víno, kuchyňských nástrojů, rakví a pro venkovní účely[15]

Jehličnany

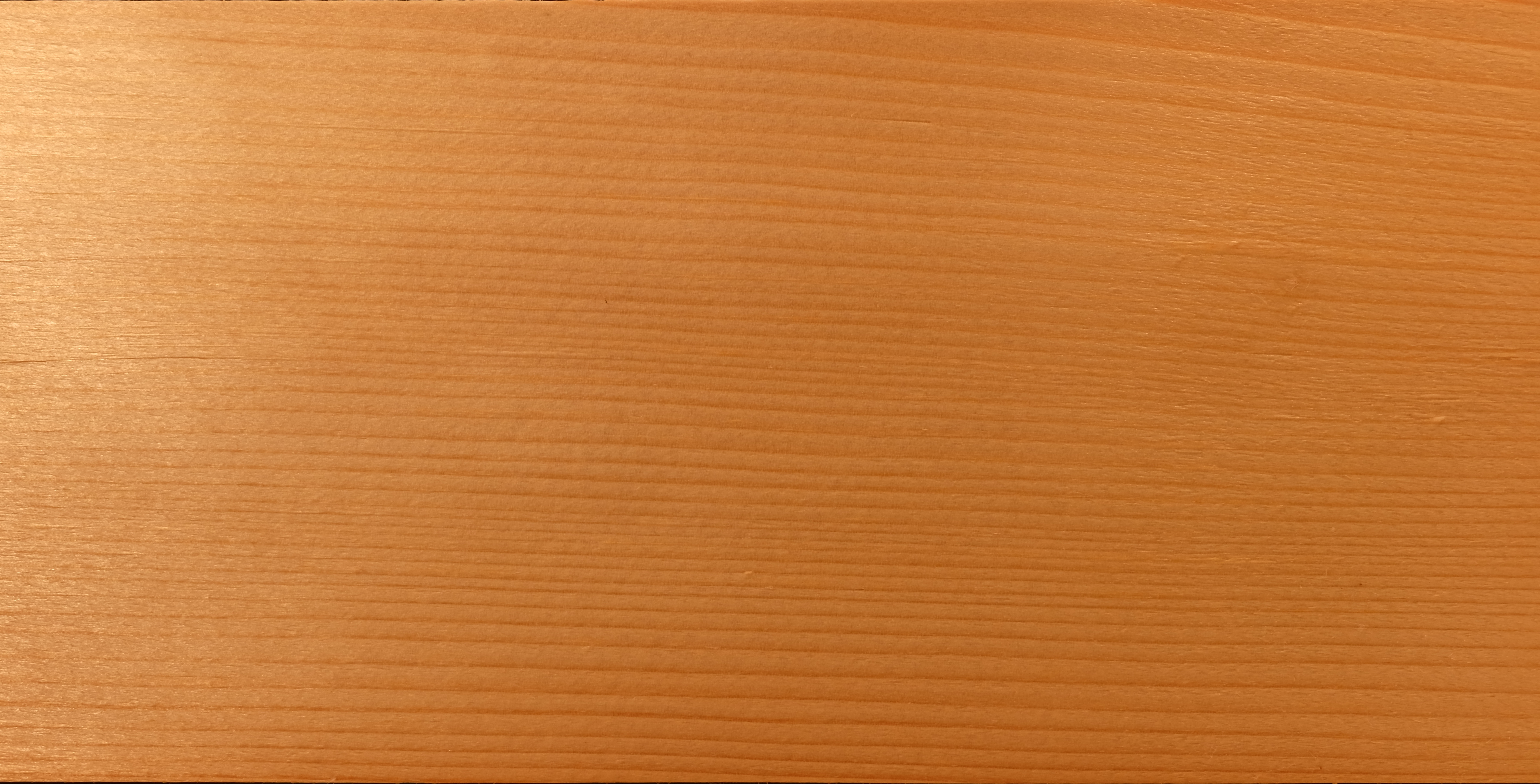
Smrk ztepilý

- smrk – měkké, ale relativně pevné a pružné dřevo, které dnes patří k nejdostupnějším a široce používaným v tesařství i truhlářství; používá se i na výdřevy v dolech, k výrobě papíru[10], dřevité vlny, buničiny[13], některých hudebních nástrojů, hlavně smyčcových a strunových, tzv. rezonanční smrk (tj. dřevo, které na smrcích narůstá po 120 let věku a splňuje řadu přísných podmínek: pochází ze smrků z horských a podhorských oblastí, které stojí v centru lesa, nikoli u kraje, nejlépe na severním svahu, dřevo neobsahuje suky a letokruhy jsou pravidelné a husté, maximálně 2,5 mm široké[20]), náchylné k napadení červotočem
- jedle – dříve používané k výrobě nábytku[13], lodní stožáry, čluny[15], dnes špatně dostupné (vlivem exhalací klesl podíl v lesích z 15% na 1%, ze 16 největších jedlí uváděných J. E. Chadtem roku 1913 již neexistuje žádná[14])
- jinan – v Českých zemích se pěstuje jen krátce pro okrasné účely, širší průmyslové využití nemá, dřevo je ale měkké, snadno se obrábí a v menší míře se zpracovává na dýhy a obklady

Pomocí dřeva dubů, buků a jedlí byly vytvořeny tzv. letokruhové křivky pro střední Evropu, které slouží k chronologickému datování historických památek a předmětů vyrobených ze dřeva. Stromy stejného druhu ze stejného území totiž vykazují velmi podobné letokruhové křivky (vzdálenosti mezi jednotlivými letokruhy vynesené do křivky). Díky této vlastnosti mohly být složeny křivky jednotlivých druhů stromů pro celá staletí a ty zpětně využívány pro identifikaci stáří neznámého dřeva.